# Lille Bælt
Het Lille Bælt is een zeestraat in Nationaal park Noordoost-Groenland in het oosten van Groenland.

## Geografie
De zeestraat is noordwest-zuidoost georiënteerd en heeft een lengte van meer dan 15 kilometer met een breedte van op z'n smalst ongeveer anderhalve kilometer. In het noordwesten staat het water in verbinding met de Stormbugt (naar Dove Bugt) en in het zuidoosten met de Groenlandzee.
Ten westen ligt het eiland Store Koldewey. Ten oosten van de zeestraat ligt het eilandje Lille Koldewey dat de zeestraat scheidt van een parallelle zeestraat met de naam Øresund. Verder naar het noordoosten en noorden ligt het Germanialand.